# Kachelgrafik
Als Kachelgrafik (auch kurz Mz. Kacheln genannt, engl. tiles) wird eine  (Computer-)Grafik bezeichnet, die mosaikartig zusammengesetzt ein vielfach größeres Gesamtbild ergibt.

## Computerspiele
Die Kachel-Technik wird häufig in Computerspielen eingesetzt, da die Kacheln einfacher zu berechnen sind und weniger Arbeitsspeicher verbrauchen, was bis in die 1990er Jahre der Computertechnik – bis zum Aufkommen der 3D-Beschleuniger – ein heikles Thema war. Die Verwendung von Kacheln führt zu einer bestimmten, auch ästhetisch fassbaren, Computerspielform mit Kachel-basiertem Landschaftsaufbau (engl. tile-based design). Heute werden Kachel-basierte Landschaften eher aus Tradition, wegen der speziellen Optik oder für Flash-Spiele entwickelt, die die 3D-Funktionen der Grafikkarte nicht nutzen.

### Tile-based Games
Kacheln fallen dadurch auf, dass sie nahtlos mit weiteren Kacheln kombiniert werden können. Aus vielen Kacheln entsteht so ein Gesamtbild. Die Zusammensetzung und Berechnung dieser Kacheln zu einem Gesamtbild ist ein internes Modul des Spiels, das man Tile-Engine nennt. Der Vorteil der additiven Anordnung ist eine große Speicherersparnis.

### Iso-Games

Isometrische Kachelgrafik in Inkscape

Neben quadratischen, draufsichtigen Kachel-Designs wie bei vielen Jump-’n’-Run- und Shoot-’em-up-Spielen gibt es isometrische Kacheln, die einen dreidimensionalen Eindruck vermitteln. Bei ihnen weist die Spielfläche in der Regel – verglichen mit den Längen- und Breitenangaben – eine halbe Höhe auf, das ist hierbei jedoch nicht zwingend festgelegt. Hier übernimmt die – komplexeren – Berechnungen die Iso-Engine. Gewisse Operationen, wie die Prüfung des Z-Index, der die räumliche Tiefenanordnung und damit Überschneidung der Kacheln berechnet, werden z. B. bei ATI-Grafikkarten über eine Kachel berechnet. Es wird entweder die gesamte Kachel verworfen oder die gesamte Kachel dargestellt (Clipping). Traditionelle Kachelgrößen sind 32×32 und 64×64 Pixel.
Auch bei isometrischen Spielen, etwa Simulationen und Rennspielen, ist der Kachelsatz rechteckig oder quadratisch. Dabei sind einzelne Bereiche der Kacheln transparent; durch die übereinandergelegte Anordnung ergibt sich der Eindruck der nahtlosen geneigten Fläche.
Der Kachelsatz wird in einer Datei gespeichert, die die Anordnung mehrerer unterschiedlicher Kacheln zum letztendlichen Gesamtbild erfasst.

## Webdesign
Auch im Webdesign wird zur leichteren Handhabung oder zur Einsparung zu übertragender Datenmengen die Kacheltechnik verwendet. Eine gängige Anwendung ist die Hintergrundgrafik, bei der aus Gründen der Sparsamkeit oder auch aus optischen Gründen (mehr Gleichförmigkeit für weniger Ablenkungseffekt) durch das wiederholte nahtlose Aneinanderfügen einer einzelnen Kachel ein wiederholendes Muster erzeugt wird.

## Geodienste
Eine andere Anwendung sind Geodaten als sehr große bzw. hochaufgelöste Rastergrafiken, die erwartungsgemäß nicht als Ganzes auf einmal benötigt werden. Diese werden mit Hilfe von Geodiensten in Kacheln zerteilt und die jeweils benötigten Teile des Gesamtbildes übertragen und angezeigt.
Web Map Tile Service ist ein Standard des Open Geospatial Consortium für Kartenkachel-Server.

## Archive
Einige Archive benutzen Dienste wie Zoomify und DFG-Viewer für die Bereitstellung von Digitalisaten auf ihrer Website.
Einen Dienst zur Darstellung der gesamten Bilddatei bietet Dezoomify.